# پورتو پارا
پورتو پارا (انگلیسی: Puerto Parra) یک منطقه مسکونی در کشور کلمبیا است.